# شهرستان راور
شهرستان راور از شهرستان‌های استان کرمان است که در شمال این استان واقع شده‌است. فاصلهٔ شهرستان راور تا مرکز استان۱۳۰کیلومتر می‌باشد. مرکز این شهرستان شهر راور است. جمعیت شهرستان راور بنا بر سرشماری سال ۱۳۹۵ مرکز آمار ایران، برابر ۴۳۱۹۸ تن است. این شهرستان شمالی‌ترین شهرستان استان است. محصولات کشاورزی آن پسته، انار، گردو و… است. از نظر صنایع دستی راور مرکز مهم تولید قالی در استان کرمان است. قالی‌های بافت راور شهرت جهانی دارند. نقش معروف «سرّام» یا نقش «سه کبک» از مشهورترین نقش‌های قالی است که هنوز با ظرافت و زیبائی در راور بافته می‌شوند. شهرستان راور با ۱۱۵۳۵ کیلومتر مربع در شمال شرقی استان واقع شده‌است. راور در سال ۱۳۱۵ به شهر و در سال ۱۳۱۶ به بخش ارتقا یافت. این شهرستان تا سال ۱۳۷۴ بخشی از شهرستان کرمان بوده و از این سال به بعد با الحاق دهستان‌های راور، حرجند و هروز از شهرستان کرمان به وجود آمده‌است. راور از شمال به بهاباد در استان یزد و طبس در خراسان جنوبی، از جنوب و شرق به شهرستان کرمان و از غرب به شهرستان زرند و کوهبنان منتهی می‌شود.
آب و هوای راور متأثر از اقلیم کویری تابستان‌های گرم و زمستان‌های نسبتاً سرد دارد. مهم‌ترین محصولات کشاورزی راور شامل پسته، گردو، زعفران انار، انجیر، انگور. صیفی جات و غلاتی مانند گندم جو و ارزن می‌باشد. راور در مسیر جاده کرمان و مشهد قرار دارد و مسافران از استان‌های هرمزگان و جنوب فارس برای رسیدن به مشهد از این شهر عبور می‌نمایند
در سال ۹۷ بنیاد برکت یک طرح اشتغالزایی در شهرستان راور را کلید زد. در سال اول در پی راه اندازی ۸۰۰ طرح، ۲۴۰۰ شغل در این شهرستان ایجاد شد. در سال ۹۸ نیز ۳۰۰ طرح و ۹۰۰ شغل در شهرستان راور راه‌اندازی شد. اشتغال‌زایی در شهرستان راور بر محور قالی‌بافی است.

## تقسیمات کشوری
- بخش مرکزی شهرستان راور
  - دهستان راور

شهر: راور
- بخش کوهساران (راور)
  - دهستان حرجند
  - دهستان هروز

شهر: هجدک

## فرهنگ
تقریباً تمامی مردم شهرستان راور فارس می‌باشند. درشهرستان راور زبان اهالی فارسی همراه با کلمات خاصه مردم منطقه که نشأت از تعلق نژادی مردم منطقه است و نسبت به سایر شهرهای استان کرمان از لهجهٔ کمتری برخوردار می‌باشند.

## مراکز علمی
- دانشکده فرش (وابسته به دانشگاه شهید باهنر)
- دانشگاه پیام نور
- دانشگاه علمی و کاربری

## مدارس علمیه
- حوزهٔ علمیهٔ فخریهٔ راور

## جاذبه‌های تاریخی
- کاروانسرای سهرج(۶۰کیلومتری محور راور کرمان)
- کاروانسرای آب بید(۴۵کیلومتری محور راور کرمان)
- کاروانسرای چاه کوران(۳۵کیلومتری محور راور مشهد)
- کاروانسرای دربند(۴۵کیلومتری محور راور مشهد)
- کاروانسرای چهل پایه(۵۴کیلومتری محور راور مشهد)
- قلعهٔ قهقهه (راور روستای ده شیب)
- برج‌های دوقلو (راور خیابان گلزار)
- یخدان راور (ورودی راور از سمت مشهد)
- حوض غیاث (راور بلوار اربعین غربی)
- خانه فخری (راور خیابان امام رضا)
- قلعهٔ گوهجرد (روستای گوهجرد ۵۰کیلومتری شمال شهرستان راور)
- برج روستای دیمسکان(۴۰کیلومتری شمالغربی شهرستان راور)
- بازار قدیمی راور (راور بلوار اربعین شرقی)
- آتشکدهٔ زرتشتیان (ورودی راور از سمت کرمان روستای شریف‌آباد)
- برج گرمه
- اب انبار حاج یوسف (راور خیابان امام رضا پایه رجبی)
- خانه یاور (واقع در خیراباد)
- خانه اق علی خان (واقع در خیابان گلزار)

## جاذبه‌های گردشگری
- سروهای ۳۰۰۰سالهٔ روستای طرز
- آبشار مکی
- گندم بریان
- آبشار روستای فیض آباد
- چشمهٔ روستای خورند
- روستای بغیجان
- روستای طاشک
- روستای ریحان
- شریف آباد
- تنگل راور
- میر عرب
- رودخانه دهوج
- سراسیاب

## جغرافیای طبیعی و آب و هوا
شهر راوراز نظر جغرافیایی در ۵۶ درجه درازای خاوری۳۱ درجه و ۱۵ دقیقه پهنای شمالی و در ارتفاع ۱۱۷۸ متری از سطح دریا واقع است. پست‌ترین نقطهٔ شهرستان راور با ارتفاع ۴۵۰متر از سطح دریا در کویر لوت می‌باشد. از کوه‌های شهرستان راور می‌توان به کوه گاو با ارتفاع (۳۵۵۰متر) واقع در روستای فیض آباد، کوه لکرکوه(۲۹۷۶) کوه دربند(۲۷۷۷)کوه هجدک و کوه چهل پایه اشاره نمود. آب و هوای راور گرم و خشک بوده و میانگین بارش سالانهٔ شهرستان راور ۹۸میلیمتر می‌باشد. بیشترین بارش ثبت شده از سال ۱۳۸۰تا کنون مربوط می‌شود به سال زراعی ۱۳۹۹–۱۳۹۸با ۳۵۰میلیمتر در ایستگاه هجدک و کمترین بارش ثبت شده مربوط می‌شود به سال۱۳۸۶با۱۹میلیمتر در ایستگاه شهر راور. دمای شهرستان راور در اکثر روزهای تیر و مرداد از ۴۰درجه فراتر می‌رود بیشترین دمای ثبت شده در راور از سال۱۳۸۰تا کنون مربوط به اول تیر ۱۳۹۶می‌باشد با۴۵٫۰۳درجه سانتیگراد و کمترین دمای ثبت شده از سال۱۳۸۰تا کنون مربوط به دیماه ۱۳۸۶با -۱۱درجهٔ سانتیگراد زیر صفر می‌باشد. دمای شهرستان راور در زمستان همراه با روزهای معتدل و شب‌های بسیار سرد می‌باشد.

## صنایع ومعادن
- کارخانهٔ فولاد نورد (در سال۱۴۰۰ افتتاح شد)
- شروع به کار ساخت فاز ۲و۳کارخانه در سال۱۴۰۰(ایجاد کارخانه‌های جدید)
- کارخانهٔ روکش لاستیک ماشین‌های سنگین (در حال ساخت)
- کارخانه فرآوری سرب و روی(۷کیلومتری روستای طرز به طرف گوهجرد)
- معدن ذغالسنگ هجدک (فعال)
- معدن مس مارکشه (صنایع فرآوری در حال ساخت)
- معدن مس گوهجرد
- معدن سرب و روی گوهجرد
- معدن سرب و روی دارستان

## ورزش
- شهرستان راور به دلیل داشتن زمین چمن طبیعی، مصنوعی و سالن‌های متعدد ورزشی یکی از بیشترین سرانه‌های ورزشی را در استان کرمان داراست.
- ورزش آقایان
- مثل اکثر نقاط کشور ورزش اول شهرستان راور فوتبال است و یک تیم فوتبال از شهرستان راور در لیگ برتر استان فعالیت دارد.
- در چند سال گذشته به دلیل موفقیت‌های تیم ملی والیبال علاقه مندان زیادی در سطح شهرستان به این ورزش جذب شده‌اند.

از دیگر ورزش‌های موفق در شهرستان راور می‌توان به کشتی، شنا و کونگ فو اشاره کرد که در سال‌های اخیر موفقیت‌های زیادی در سطح استان بدست آورده‌اند.
- ورزش بانوان
- محبوبترین ورزش بانوان شهرستان راور والیبال است. بانوان راوری در سال‌های اخیر موفقیت‌های زیادی مخصوصاً در ورزش کاراته و کونگ فو در سطح استان بدست آورده‌اند. همچنین در ورزش شنا هم موفقیت‌هایی در رده‌های پایه در سطح استان به دست آمده‌است.

## مکان‌های ورزشی
- ورزشگاه کارگران[۶]
- استادیوم شهید شبستری (شامل زمین چمن طبیعی، زمین چمن مصنوعی، دو سالن سرپوشیده فوتسال و والیبال، سالن کشتی، استخر سرپوشیدهٔ شنا)(راور، میدان انقلاب)
- سالن ورزشی شهید خواجویی (وابسته به آموزش و پرورش)(راور بلوار اربعین، کوچهٔ شمارهٔ ۱۷)
- زمین چمن مصنوعی شهید آبادیجو (وابسته به آموزش وپرورش)(راور خیابان گلزار)
- سالن فوتسال مهر راور (راور خیابان گلنار)
- سالن ورزشی شهدای کارگر (وابسته به وزارت کار)(راور شهرک شهرآباد)
- سالن ورزشی شهدای سپاه پاسداران (وابسته به سپاه)(راور-خیابان پرستار رو به روی بیمارستان علی ابن ابی طالب)
- سالن ورزشی فیض آباد (فیض آباد)
- سالن ورزشی هجدک (شهر هجدک)